# Cantalupo Ligure
Cantalupo Ligure är en ort och kommun i provinsen Alessandria i regionen Piemonte i Italien. Kommunen hade 476 invånare (2018).